# Vold Station
Vold Station (Vold holdeplass) er en tidligere jernbanestation på Nordlandsbanen, der lå i Voll, umiddelbart sydvest for bygden Skatval i Stjørdal kommune i Norge. Den bestod af et spor og en kort perron med et læskur.
Stationen åbnede som trinbræt i 1938. I 1959 blev den flyttet 100 m sydpå fra 40,01 km til 39,91 km. Den blev nedlagt 27. maj 1990.